# BM Valladolid
Cuatro Rayas BM Valladolid (Club Balonmano Valladolid) war ein spanischer Handballverein aus Valladolid.

## Geschichte

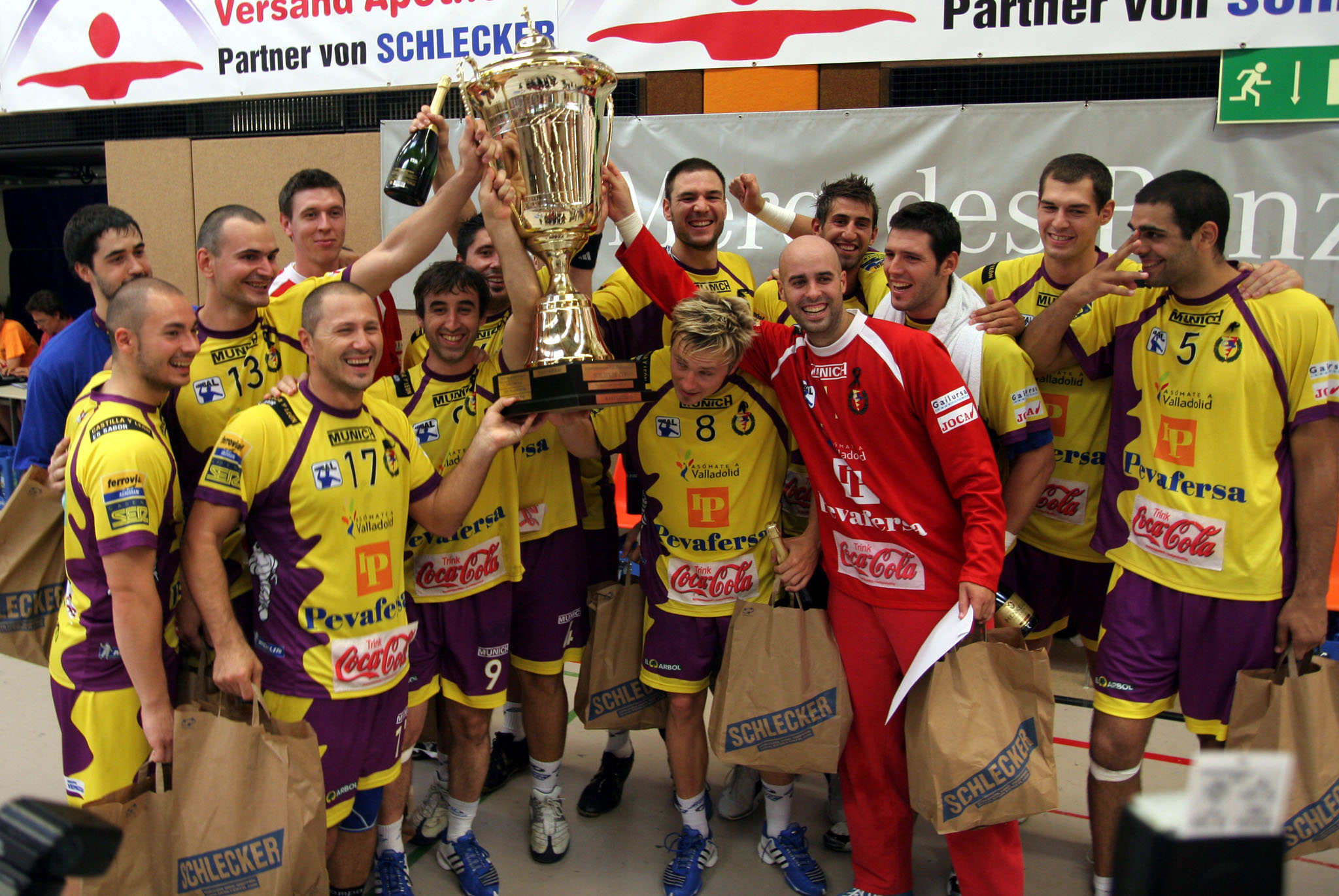
Die Mannschaft von BM Valladolid am 31. August 2008 mit dem gewonnenen Schlecker Cup

1975 wurde der Vorgängerclub, „Asociación Cultural Deportiva Michelín“, gegründet. Er gehörte 1994 zu den Gründungsmitgliedern der Asociación de Clubes Españoles de Balonmano. 1986 benannte sich der Club in BM Valladolid um. Lange Zeit im Schatten des Lokalrivalen Ademar León stehend, schaffte das Team um die Jahrtausendwende den Durchbruch, verlor aber das EHF-Cup-Finale 1998/99 gegen den SC Magdeburg sowie das Finale des City-Cups 1999/00 gegen den TV Großwallstadt. 2003/04 und 2005/06 stand BM Valladolid im Finale des Europapokal der Pokalsieger-Wettbewerbes, verlor aber wieder, diesmal gegen Portland San Antonio und Medwedi Tschechow. In der Saison 2006/07 feierte das Team sein Debüt in der EHF Champions League. Dabei schaltete es im Viertelfinale den VfL Gummersbach aus, verlor aber im Halbfinale gegen die SG Flensburg-Handewitt. 2009 gewann Valladolid mit dem Europapokal der Pokalsieger erstmals einen europäischen Pokalwettbewerb. Nach 36 Jahren Erstligazugehörigkeit stieg Valladolid nach der Saison 2013/14 in die División de Honor Plata de Balonmano ab. Aufgrund von 1.500.000 Euro Schulden beantragte der Verein bereits im März ein Insolvenzverfahren. Am 12. Juni 2014 wurde auf einer außerordentlichen Mitgliederversammlung die Auflösung des Vereins beschlossen.
Der Club Deportivo Balonmano Atlético Valladolid sieht sich in der Tradition des BM Valladolid.

## Erfolge
- Sieger Copa del Rey de Balonmano: 2004/05, 2005/06
- Sieger Copa ASOBAL: 2002/03
- Sieger Europapokal der Pokalsieger: 2008/09

## Bekannte ehemalige Spieler
- Ion Belaustegui
- José Ángel Delgado Ávila
- Raúl Entrerríos
- Julio Fis
- Rubén Garabaya
- Roberto García Parrondo
- Eric Gull
- Fernando Hernández
- Marko Krivokapić
- Gregor Lorger
- Alen Muratović
- Albert Rocas
- Chema Rodríguez
- Iker Romero
- Tomas Svensson
- Håvard Tvedten